# Liste des bourgmestres flamands entre 2007 et 2012
Ceci est une liste des bourgmestres actuels en Région flamande (issus des élections de 2006).

## Province d'Anvers
| Circonscription        | Nom                     |  | Groupe             |
| ---------------------- | ----------------------- |  | ------------------ |
| Aartselaar             | Marc van den Abeelen    |  | Open VLD           |
| Anvers                 | Patrick Janssens        |  | SPA                |
| Arendonk               | Ernest Buijs            |  | CD&V               |
| Baerle-Duc             | Johannes Van Leuven     |  | CDK                |
| Balen                  | Johan Leysen            |  | CD&V               |
| Beerse                 | Gustaaf Willemsens      |  | CDE                |
| Berlaar                | Walter Horemans         |  | CD&V               |
| Boechout               | Koen T'Sijen            |  | SPA                |
| Bonheiden              | Eric Duchesne           |  | BR                 |
| Boom                   | Patrick Marnef          |  | SPA                |
| Bornem                 | Jozef Van Eetvelt       |  | CD&V               |
| Borsbeek               | Leo Vlaeymans           |  | CD&V               |
| Brasschaat             | Dirk de Kort            |  | CD&V               |
| Brecht                 | Luc Aerts               |  | CD&V               |
| Dessel                 | Kris Van Dijck          |  | NVA                |
| Duffel                 | Guido De Vos            |  | CD&V               |
| Edegem                 | Koen Snyders            |  | CD&V               |
| Essen                  | Gaston Van Tichelt      |  | CD&V               |
| Geel                   | Frans Peeters           |  | CD&V               |
| Grobbendonk            | Herman Wouters          |  | Open VLD           |
| Heist-op-den-Berg      | Luc Vleuge ls           |  | CD&V               |
| Hemiksem               | Eddy De Herdt           |  | SPA                |
| Herentals              | Jan Peeters             |  | SPA                |
| Herenthout             | Alfons Gabriëls         |  | GBL                |
| Herselt                | Luc Peetermans          |  | CD&V               |
| Hoogstraten            | Arnold Van Aperen       |  | KVB                |
| Hove                   | Luc Vuylsteke de Laps   |  | CD&V               |
| Hulshout               | Mark Verhaegen          |  | CD&V               |
| Kalmthout              | Lukas Jacobs            |  | CD&V               |
| Kapellen               | Dirk Van Mechelen       |  | Open VLD           |
| Kasterlee              | Ward Kennes             |  | CD&V               |
| Kontich                | Jef Van Linden          |  | CD&V               |
| Laakdal                | Kristin Gielis          |  | CD&V               |
| Lier                   | Marleen Vanderpoorten   |  | Open VLD           |
| Lille                  | Jef Van Duppen          |  | CD&V               |
| Lint                   | Stanny Tuyteleers       |  | CD&V               |
| Malle                  | Harry Hendrickx         |  | DBM                |
| Malines                | Bart Somers             |  | Open VLD           |
| Meerhout               | André Van Genechten     |  | CD                 |
| Merksplas              | Frank Wilrycx           |  | Leefbaar Merksplas |
| Mol                    | Paul Rotthier           |  | CD&V               |
| Mortsel                | Ingrid Pira             |  | Groen              |
| Niel                   | Luc Van Linden          |  | SPA                |
| Nijlen                 | Paul Verbeeck           |  | CD&V               |
| Olen                   | Marcel Bellens          |  | CD&V               |
| Putte                  | Peter Gysbrechts        |  | Open VLD           |
| Puurs                  | Koen Van den Heuvel     |  | CD&V               |
| Ranst                  | Lode Hofmans            |  | Open VLD           |
| Ravels                 | Leo Van Nooten          |  | CD&V               |
| Réthy                  | Francis Schepens        |  | Nieuw Retie        |
| Rijkevorsel            | Maria Brughmans         |  | CD&V               |
| Rumst                  | Francy Van der Wildt    |  | SPA                |
| Saint-Amand            | Freddy Sarens           |  | CD&V               |
| Schelle                | Rob Mennes              |  | CD&V               |
| Schilde                | Yolande Avontroodt      |  | Open VLD           |
| Schoten                | Harrie Hendrickx        |  | CD&V               |
| Stabroek               | Alida De Bie            |  | CD&V               |
| Turnhout               | Marcel Hendrickx        |  | CD&V               |
| Vieux-Turnhout         | Jef Kersemans           |  | CD&V               |
| Vorselaar              | Lieven Janssens         |  | Actiev             |
| Vosselaar              | Josepha Janssens        |  | CD&V               |
| Wavre-Sainte-Catherine | Eddy Vercammen          |  | CD&V               |
| Westerlo               | Guy Van Hirtum          |  | CD&V               |
| Wijnegem               | Leo Carpentier          |  | CD&V               |
| Willebroeck            | Marc De Laet            |  | SPA                |
| Wommelghem             | Walter Van der Plaetsen |  | Open VLD           |
| Wuustwezel             | Jos Ansoms              |  | CD&V               |
| Zandhoven              | Lucas Van Hove          |  | CD&V               |
| Zoersel                | Katrien Schryvers       |  | CD&V               |
| Zwijndrecht            | Willy Minnebo           |  | Groen              |

## Province du Brabant flamand
| Commune            | Bourgmestre                                                              | Parti                       |
| ------------------ | ------------------------------------------------------------------------ | --------------------------- |
| Aarschot           | André Peeters                                                            | CD&V                        |
| Afflighem          | Yvan T'Kint                                                              | Libéraux indépendants/Visie |
| Asse               | Koenraad Van Elsen                                                       | CD&V                        |
| Beersel            | Hugo Casaer                                                              | CD&V                        |
| Begijnendijk       | Willy Michiels                                                           | MGB                         |
| Bekkevoort         | Hans Vandenberg                                                          | CD&V                        |
| Bertem             | Albert Mees                                                              | Open VLD                    |
| Biévène            | Luc Deneyer                                                              | CD&V                        |
| Bierbeek           | Mark Cardoen                                                             | CD&V                        |
| Boortmeerbeek      | Michel Baert                                                             | Open VLD                    |
| Boutersem          | Guido Langendries                                                        | SPA                         |
| Kraainem           | Véronique Caprasse ff. (2011) remplace Arnold d'Oreye de Lantremange ff. | UNION                       |
| Diest              | Jan Laurys                                                               | DDS                         |
| Dilbeek            | Stefaan Platteau                                                         | Open VLD                    |
| Drogenbos          | Alexis Calmeyn                                                           | Drogenbos+                  |
| Gammerages         | Pierre Deneyer                                                           | CD&V                        |
| Geetbets           | Benny Munten                                                             | CD&V                        |
| Glabbeek           | Jean Vanschoubroek                                                       | CD&V                        |
| Gooik              | Michel Doomst                                                            | CD&V                        |
| Grimbergen         | Eddy Willems                                                             | CD&V                        |
| Haecht             | Armand Van Cappellen                                                     | CD&V                        |
| Hal                | Dirk Pieters                                                             | CD&V                        |
| Herent             | Willy Kuijpers                                                           | Wij                         |
| Herne              | Kris Poelaert                                                            | CD&V                        |
| Hoegaarden         | Willy Huon                                                               | CD&V                        |
| Hoeilaart          | Tim Vandenput                                                            | Open VLD                    |
| Holsbeek           | Hans Eyssen                                                              | CD&V                        |
| Huldenberg         | Georges Vanderlinden                                                     | Open VLD                    |
| Kampenhout         | Jean Meeuws                                                              | CD&V                        |
| Kapelle-op-den-Bos | Leo Peeters                                                              | SPA                         |
| Keerbergen         | Ann Schevenels                                                           | Open VLD                    |
| Kortenaken         | Stefaan Devos                                                            | CD&V                        |
| Cortenbergh        | Chris Taes                                                               | CD&V                        |
| Landen             | Kris Colsoul                                                             | CD&V                        |
| Léau               | Rik Dehairs                                                              | CD&V                        |
| Lennik             | Willy De Waele                                                           | LVB                         |
| Louvain            | Louis Tobback                                                            | SPA                         |
| Liedekerke         | Luc Wynant                                                               | CD&V                        |
| Linkebeek          | Damien Thiéry ff.                                                        | Ensemble                    |
| Linter             | Marc Wynants                                                             | CD&V                        |
| Londerzeel         | Jozef De Borger                                                          | CD&V                        |
| Lubbeek            | Freddy Vranckx                                                           | Open VLD                    |
| Machelen           | Jean-Pierre De Groef                                                     | SPA                         |
| Meise              | Marcel Belgrado                                                          | CD&V                        |
| Merchtem           | Eddie De Block                                                           | Open VLD                    |
| Opwijk             | Lutgarde Van der Borght                                                  | CD&V                        |
| Oud-Heverlee       | Albert Vandezande                                                        | Fusiebelangen               |
| Overijse           | Dirk Brankaer                                                            | OV2000                      |
| Pepingen           | André De Roubaix                                                         | CD&V                        |
| Roosdaal           | Christine Hemerijckx                                                     | CD&V                        |
| Rotselaar          | Dirk Claes                                                               | CD&V                        |
| Montaigu-Zichem    | Manu Claes                                                               | CD&V                        |
| Rhode-Saint-Genèse | Myriam Delacroix-Rolin                                                   | Gemeentebelangen            |
| Leeuw-Saint-Pierre | Lieve Vanlinthout                                                        | CD&V                        |
| Steenokkerzeel     | Karel Servranckx                                                         | Open VLD                    |
| Ternat             | Ronald Parys                                                             | LVB                         |
| Tervuren           | Bruno Eulaerts                                                           | GT-Open VLD                 |
| Tielt-Winge        | Christiane Cleuren                                                       | CD&V                        |
| Tirlemont          | Marcel Logist                                                            | SPA                         |
| Tremelo            | Alphons Van Dessel                                                       | CD&V                        |
| Vilvorde           | --                                                                       | CD&V                        |
| Wemmel             | Christian Andries                                                        | LB                          |
| Wezembeek-Oppem    | François van Hoobrouck d'Aspre ff.                                       | LB-Union                    |
| Zaventem           | Francis Vermeiren                                                        | Open VLD                    |
| Zemst              | Bart Coopman                                                             | CD&V                        |

## Province de Flandre-Occidentale
| Commune               | Bourgmestre                                           | Parti                 |
| --------------------- | ----------------------------------------------------- | --------------------- |
| Alveringem            | Gerard Liefooghe                                      | Intérêts Communaux    |
| Anzegem               | Victor Gerniers                                       | Eendracht             |
| Ardoye                | Karlos Callens                                        | Open VLD              |
| Avelgem               | Lieven Vantieghem                                     | CD&V                  |
| Beernem               | Johan De Rycke                                        | CD&V                  |
| Blankenberghe         | Ludo Monset                                           | Open VLD              |
| Bredene               | Willy Vanhoren                                        | SPA                   |
| Bruges                | Patrick Moenaert                                      | CD&V                  |
| Damme                 | Dirk Bisschop                                         | CD&V                  |
| Le Coq                | Christine Beirens                                     | LB                    |
| La Panne              | Willy Vanheste                                        | VEDA                  |
| Deerlijk              | Claude Croes                                          | CD&V                  |
| Dentergem             | Koenraad Degroote                                     | Eendracht             |
| Dixmude               | Lies Laridon                                          | CD&V                  |
| Espierres-Helchin     | Dirk Walraet                                          | Lijst vd Burgemeester |
| Furnes                | Jan Verfaillie                                        | CD&V                  |
| Gistel                | Bart Halewyck                                         | CD&V                  |
| Harelbeke             | Rita Beyaert                                          | CD&V                  |
| Heuvelland            | Bernard Heens                                         | CD&V                  |
| Hooglede              | Jozef Lokere                                          | Samen                 |
| Houthulst             | Joris Hindryckx                                       | CD&V                  |
| Ichtegem              | Karl Bonny                                            | CD&V                  |
| Ingelmunster          | Jean-Pierre De Clercq                                 | CD&V                  |
| Izegem                | Gerda Mylle                                           | CD&V                  |
| Jabbeke               | Hendrik Bogaert                                       | CD&V                  |
| Knokke-Heist          | Leopold Lippens                                       | Gemeentebelangen      |
| Koekelare             | Patrick Lansens                                       | SPA                   |
| Coxyde (Koksijde)     | Marc Vanden Bussche                                   | Open VLD              |
| Kortemark             | Firmin Dupulthys                                      | Samen Sterk           |
| Courtrai              | Stefaan De Clerck                                     | CD&V                  |
| Cuerne                | Carl Vereecke                                         | KARTEL                |
| Langemark-Poelkapelle | Alain Wyffels                                         | CD&V                  |
| Ledeghem              | Bart Dochy                                            | CD&V                  |
| Lendelede             | Georges Gheysens                                      | CD&V                  |
| Lichtervelde          | Ria Pattyn                                            | CD&V                  |
| Liedekerke            | Luc Wynant                                            | CD&V                  |
| Lo-Reninge            | Lode Morlion                                          | Dynamisch             |
| Menin                 | Gilbert Bossuyt                                       | SPA                   |
| Messines              | Sandy Evrard                                          | MLM                   |
| Meulebeke             | Daniël Vanpoucke                                      | CD&V                  |
| Middelkerke           | Michel Landuyt                                        | Open VLD              |
| Moorslede             | Walter Ghekiere                                       | Groep A               |
| Nieuport              | Roland Crabbe                                         | CD&V                  |
| Ostende               | Jean Vandecasteele                                    | SPA                   |
| Oostkamp              | Luc Vanparys                                          | CD&V                  |
| Oostrozebeke          | Jean Marie Bonte                                      | CD 2000               |
| Oudenburg             | Ignace Dereeper                                       | CD&V                  |
| Pittem                | Ivan Delaere                                          | CD&V                  |
| Poperinge             | Christof Dejaegher                                    | CD&V                  |
| Roulers               | Luc Martens                                           | CD&V                  |
| Ruiselede             | Greet De Roo                                          | RKD                   |
| Staden                | Josiana Lowie                                         | CD&V                  |
| Thourout              | Norbert De Cuyper                                     | CD&V                  |
| Tielt                 | Michiel Van Daele                                     | CD&V                  |
| Vleteren              | Stephan Mourisse (01/01/2010) remplace Willy Mostaert | LVP                   |
| Waregem               | Kurt Vanryckeghem                                     | CD&V                  |
| Wervicq               | Johnny Goos                                           | SPA                   |
| Wevelgem              | Jan Seynhaeve                                         | CD&V                  |
| Wielsbeke             | Georges Lambrecht                                     | WDV                   |
| Wingene               | Hendrik Verkest                                       | CD&V                  |
| Zedelghem             | Hilaire Verhegge                                      | CD&V                  |
| Zonnebeke             | Dirk Cardoen                                          | Inspraak              |
| Zuyenkerque           | Henri Cuypers                                         | LB                    |
| Zwevegem              | Claude Vanwelden                                      | CD&V                  |

## Province de Flandre-Orientale
| Commune              | Bourgmestre                                     | Parti            |
| -------------------- | ----------------------------------------------- | ---------------- |
| Aalter               | Pieter De Crem                                  | CD&V             |
| Alost                | Ilse Uyttersprot                                | CD&V             |
| Assenede             | Philippe De Coninck                             | Samenplus        |
| Audenarde            | Marnic De Meulemeester                          | Open VLD         |
| Berlare              | Karel De Gucht Katja Gabriëls wnd.              | Open VLD         |
| Beveren              | Marc Van De Vijver                              | CD&V             |
| Brakel               | Herman De Croo                                  | Open VLD         |
| Buggenhout           | Tom Van Herreweghe                              | NCD              |
| La Pinte             | Martin Van Peteghem                             | CD&V             |
| Deinze               | Jacques De Ruyck                                | CD&V             |
| Denderleeuw          | Georges Couck                                   | SPA              |
| Dendermonde          | Pieter Buyse                                    | CD&V             |
| Destelbergen         | Marc De Pauw                                    | Open VLD         |
| Eeklo                | Koen Loete                                      | CD&V             |
| Erpe-Mere            | Étienne Lepage                                  | CD&V             |
| Everghem             | Erik De Wispelaere                              | CD&V             |
| Gavere               | Hugo Leroy                                      | Open VLD         |
| Gand                 | Daniël Termont                                  | SPA              |
| Grammont             | Freddy De Chou                                  | SPA              |
| Haaltert             | Valentine Tas                                   | Open VLD         |
| Hamme                | Paul Van De Casteele                            | CD&V             |
| Hautem-Saint-Liévin  | Lieven Latoir                                   | Nieuw Houtem     |
| Herzele              | Johan Van Tittelboom                            | Open VLD         |
| Horebeke             | Joseph Browaeys                                 | Volksbelangen    |
| Kaprijke             | Filip Gijssels                                  | SAMEN            |
| Kruibeke             | Antoine Denert                                  | D.E.N.E.R.T.     |
| Kruishoutem          | Paul Tant                                       | CD&V             |
| Laarne               | Ignace De Bardemaeker                           | Open VLD         |
| Laethem-Saint-Martin | Freddy Vanmassenhove                            | Open VLD         |
| Lebbeke              | François Saeys                                  | Open VLD         |
| Lede                 | Geert Grepdon                                   | Open VLD         |
| Lierde               | Marc De Brakeleer                               | Lierde-Centrum   |
| Lochristi            | Yves Deswaene                                   | Open VLD         |
| Lokeren              | Filip Anthuenis                                 | Open VLD         |
| Lovendegem           | Christiaan De Wispelaere                        | CD&V             |
| Maldeghem            | Johan De Roo                                    | CD&V             |
| Markedal             | Peter Thienpont                                 | Open VLD         |
| Melle                | Dirk De Maeseneer                               | CD&V             |
| Merelbeke            | Filip Thienpont                                 | CD&V             |
| Moerbeke             | Filip Marin                                     | Open VLD         |
| Nazareth             | Danny Claeys                                    | CD&V             |
| Nevele               | Roger Boone                                     | CD&V             |
| Ninove               | Luc Durant                                      | Open VLD         |
| Oosterzele           | Johan Van Durme                                 | CD&V             |
| Renaix               | Luc Dupont                                      | CD&V             |
| Saint-Nicolas        | Christel Geerts(2010) succède à Freddy Willockx | SPA              |
| Saint-Gilles-Waes    | Remi Audenaert                                  | CD&V             |
| Saint-Laurent        | Annick Willems                                  | CD&V             |
| Stekene              | Stany De Rechter                                | Gemeentebelangen |
| Tamise               | Luc De Ryck                                     | CD&V             |
| Waarschoot           | Ann Coopman                                     | CD&V             |
| Waesmunster          | Rik Daelman                                     | Open VLD         |
| Wachtebeke           | Willy De Vliegher                               | CD&V             |
| Wetteren             | Marc Gybels                                     | CD&V             |
| Wichelen             | Werner Van der Eecken                           | CD&V             |
| Wortegem-Petegem     | Luc Vander Meeren                               | Open VLD         |
| Zele                 | Patrick Poppe                                   | Open VLD         |
| Zelzate              | Freddy De Vilder                                | SPA              |
| Zingem               | Jean-Pierre Cnudde                              | SAMEN            |
| Zomergem             | Johan De Coninck                                | Open VLD         |
| Zottegem             | Herman De Loor                                  | SPA              |
| Zulte                | Henk Heyerick                                   | CD&V             |
| Zwalin               | Bruno Tuybens                                   | Samba            |

## Province de Limbourg
| Commune              | Bourgmestre           | Parti                 |
| -------------------- | --------------------- | --------------------- |
| As                   | Miel Craeghs          | Lijst Truyen          |
| Alken                | Hendrik Verbrugge     | CD&V                  |
| Beringen             | Marcel Mondelaers     | CD&V                  |
| Bilzen               | Johan Sauwens         | CD&V                  |
| Bocholt              | Jean-Paul Peuskens    | SPA                   |
| Bourg-Léopold        | Erwin Van Péé         | SPA                   |
| Brée                 | Jaak Gabriëls         | Open VLD              |
| Diepenbeek           | Etienne Steegmans     | CD&V                  |
| Dilsen-Stokkem       | Lydia Peeters         | Open VLD              |
| Fourons              | Huub Broers           | Voerbelangen          |
| Genk                 | Jef Gabriëls          | CD&V                  |
| Gingelom             | Charles Moyaerts      | SPA                   |
| Halen                | Willy Neven           | Inzet                 |
| Ham                  | Dirk De Vis           | CD&V                  |
| Hamont-Achel         | Theo Schuurmans       | CD&V                  |
| Hasselt              | Hilde Claes           | SPA                   |
| Hechtel-Eksel        | Raf Truyens           | CD&V                  |
| Heers                | Gerald Kindermans     | CD&V                  |
| Herck-la-Ville       | Paul Buekers          | SPA                   |
| Herstappe            | Serge Louwet          | HTD-HTM               |
| Heusden-Zolder       | Sonja Claes           | CD&V                  |
| Hoeselt              | Annetta Stulens       | Nieuw                 |
| Houthalen-Helchteren | Alain Yzermans        | SPA                   |
| Kinrooi              | Hubert Brouns         | CD&V                  |
| Kortessem            | Hugo Philtjens        | Open VLD              |
| Lanaken              | Guido Willen          | Open VLD              |
| Lommel               | Peter Vanvelthoven    | SPA                   |
| Looz                 | Eric Awouters         | Open VLD              |
| Lummen               | Luc Wouters           | CD&V                  |
| Maaseik              | Jan Creemers          | CD&V                  |
| Maasmechelen         | Georges Lenssen       | Open VLD              |
| Meeuwen-Gruitrode    | Lode Ceyssens         | CD&V                  |
| Nieuwerkerken        | Benny Bamps           | CD&V                  |
| Neerpelt             | Raf Drieskens         | CD&V                  |
| Opglabbeek           | Benny Spreeuwers      | CD&V                  |
| Overpelt             | Jaak Fransen          | CD&V                  |
| Peer                 | Theo Kelchtermans     | CD&V                  |
| Riemst               | Mark Vos              | CD&V                  |
| Saint-Trond          | Ludwig Vandenhove     | Lijst vd Burgemeester |
| Tessenderlo          | Jan Verheyden         | SPA                   |
| Tongres              | Patrick Dewael        | Open VLD              |
| Wellen               | Johan Vanschoenwinkel | Open VLD              |
| Zonhoven             | Johny Deraeve         | Open VLD              |
| Zutendaal            | Jos Beuls             | CD&V                  |